# Souvenir de George Beckwith
'Souvenir de George Beckwith' est un cultivar de rosier hybride de thé obtenu en 1919 par le rosiériste lyonnais Joseph Pernet-Ducher. Il est dédié à un confrère anglais de Pernet-Ducher, obtenteur à Hoddesdon dans le Hertfordshire.

## Description
Cette variété se caractérise par ses fleurs à la palette très originale de ses délicats coloris, d'un léger rose crevette ombré de nuances abricot très pâle. Elles sont grandes, pleines (55 pétales) en forme de coupe et modérément parfumées. La floraison est remontante.
Son buisson érigé présente un feuillage vert bronze généreux. Cette variété résiste aux hivers froids (zone de rusticité 6b à 9b). Ce rosier a connu un certain renom entre les deux guerres, surtout en Angleterre et en Allemagne. Il est très peu commercialisé aujourd'hui malgré ses qualités esthétiques.
Il est issu du pollen de 'Lyon Rose' (Pernet-Ducher, 1905).

## Descendance
Le croisement ['George Dickson' (Dickson, 1912) x 'Crimson Queen' (Paul, 1890)] x 'Souvenir de George Beckwith' a donné l'hybride de thé 'Southport' (Mc Gredy, 1931). 